# Tuff E Nuff
Tuff E Nuff, i Japan känt som Dead Dance (デッドダンス?), är ett man mot man-fightingspel till SNES, utvecklat av Jaleco och utgivet 1993.

## Handling
Spelet utspelar sig på Jorden år 2151 efter Kristus. En man vid namn Jado använder sig av en kraftig stridsrustning, och har tagit makten i världen. Han låter bygga ett torn med sex vakter, och anordnar en turnering.

### Fotnoter
1. ↑  ”Tuff e Nuff” (på svenska). Super Power (Solna) (5 1993). 1993. Läst 1 maj 2014.